# Haier
Haier Group (海尔集团, en chino simplificado; Hǎi'ěr jítuán, Pinyin) es una multinacional de electrónica de consumo china y compañía de electrodomésticos con sede en Qingdao, Shandong, China. Diseña, desarrolla, fabrica y vende productos incluyendo aires acondicionados, teléfonos celulares, ordenadores, hornos microondas, lavadoras, refrigeradores, y televisores.
Según los datos publicados por el monitor de euros, en 2014 la marca Haier tenía participación en el mercado más grande del mundo en productos de línea blanca, con el 10,2 por ciento de cuota de mercado en volumen de venta. Este fue el sexto año consecutivo en el que Haier ha sido el líder en participación de mercado para electrodoméstico principal.

## Historia
Los orígenes de Haier están en la década de los 20 del siglo XX. Una fábrica de refrigeradores fue construida en Qingdao para suministrar el mercado chino. Tras la creación en 1949 de la República Popular China, esta fábrica fue nacionalizada y se convirtió en una empresa paraestatal.